# Flota Argentina de Navegación Fluvial
La Flota Argentina de Navegación Fluvial (FANF) fue una flota mercante de Argentina de mediados del siglo XX. Estuvo activa desde su creación en 1951 hasta su desaparición en 1958 con la creación de la Flota Fluvial del Estado Argentino.

## Historia
Fue creada en 1951 por el primer gobierno de Juan Domingo Perón con buques que pertenecían a la Compañía Argentina de Navegación Dodero (nacionalizada en 1949).
En 1952 constituyó la Empresa Nacional de Transportes (ENT), en el ámbito del Ministerio de Transportes, junto a las administraciones generales de Transporte Fluvial, de la Flota Argentina de Navegación de Ultramar y de la Flota Mercante del Estado; así como otros entes públicos de transporte terrestre y aéreo. La ENT perduró hasta 1956 bajo la administración de la dictadura autodenominada «Revolución Libertadora».
En 1958 la dictadura creó la empresa Flota Fluvial del Estado Argentino (FFEA), con la fusión de las administraciones generales de la Flota Argentina de Navegación Fluvial y de Transporte Fluvial.